# Mayada Al-Sayad
Mayada Al-Sayad (26 de octubre de 1992 en Berlín) es una atleta palestina nacida y criada en Alemania, siendo hija de padre palestino y madre alemana. Especializada en carrera de larga distancia, compitió en el evento de maratón en el Campeonato Mundial de Atletismo de 2015 en Pekín, República Popular de China, terminando en el puesto 50.º.
Participó en los Juegos Olímpicos de Río de Janeiro 2016, donde fue la abanderada durante la ceremonia de apertura. Fue la primera atleta palestina en participar en el maratón olímpico de 42 km. Calificó a los Juegos en la maratón de Hamburgo de 2015, al alcanzar un tiempo de 2:41:44.